# Homo rudolfensis
Homo rudolfensis é uma espécie humana fóssil descoberta em 1972 por Bernard Ngeneo, membro da equipe do antropólogo Richard Leakey e da zoóloga Meave Leakey, em Koobi Fora, lado leste do Lago Rudolf (atualmente Lago Turkana), no Quênia. Sua idade é estimada em 1,9 milhão de anos.
Os Homo rudolfensis possuem face mais aplainada e larga, os dentes caninos mais largos e apresentam coroas mais complexas, raízes e esmalte mais espessos. Os rudolfensis coexistiram com o Homo habilis, o qual apresentava cérebro 30% maior, há 2 milhões de anos. Não se sabe ainda quais das espécies são ancestrais dos mais recentes exemplares do gênero Homo. Alguns autores o consideram como uma variação do Homo habilis.